# Khon Kaen
Khon Kaen (tajsko ขอนแก่น) je mesto na severovzhodu Tajske in je prestolnica istoimenske province. Ima 141.000 prebivalcev.